# Pico Tres Concejos (Asturias)
El pico Tres Concejos, y a veces y por error llamado pico Tres Conejos se encuentra en el Principado de Asturias siendo el punto exacto donde coinciden los concejos de Mieres, San Martín del Rey Aurelio y Laviana.
A lo largo de la ruta se pueden encontrar los monumentos dedicados al minero y a los caídos en la Guerra Civil Española.